# Laurien Leurink
Laurien Leurink est une hockeyeuse sur gazon néerlandaise née le 13 novembre 1994 à Utrecht. Elle débute en équipe nationale en juin 2015 au poste de milieu de terrain (numéro 6).
Elle fait partie de l'équipe néerlandaise vice-championne Jeux de Rio en 2016.